# Герцог Нортумберленд
Нортумберленд (англ. Northumberland) — герцогский титул в системе пэрства Англии и впоследствии Великобритании. Сначала был соединён с древним родом де Перси, родоначальник которого, Вильям де Перси (умер в 1096 году), придя с Вильгельмом Завоевателем в Англию, получил большие владения в графствах Йоркшир и Линкольншир. С его внуком Вильямом вымерла мужская линия этого дома; имения её и имя Перси принял супруг её дочери, Жоселен де Лувен. Сын его Ричард де Перси — один из 25 баронов, поставленных хранителями данных великой хартией привилегий. Его племянник Генри в 1299 году, как первый лорд Перси, был приглашен в палату лордов.
Значительнейшие представители дома Перси:
- Генри Перси, 4-й лорд Перси, отличившийся во французских войнах при Эдуарде III и в 1377 году сделанный графом Нортумберлендом. В 1399 году он поддерживал Генриха IV. Хотя он и получил должность коннетабля и значительные имения, но в 1402 году поссорился с королём и, в союзе с младшим братом, Томасом Перси, графом Вустером, собрал войско против него. Между тем как Нортумберленд подступил к шотландской границе, его сын, Генри Перси, известный под прозвищем Hotspur («Горячая шпора»), дал у Шрусбери 1 июля 1403 года кровавую битву, которую его смерть решила в пользу короля. В 1404 году произошло примирение между старым Нортумберлендом и Генрихом IV, но уже в следующем году Нортумберленд снова принял участие в заговоре Томаса Моубрея и архиепископа Ричарда Скрупа в Йорке, имевшем целью возвести на престол дом Йорка. Нортумберленд вынужден был бежать в Шотландию и Уэльс. Попытка его вторгнуться в Англию в 1409 году стоила ему жизни в битве при Брамгэн-Муре.
- Генри, сын Генри «Горячей Шпоры» Перси, 2-й граф Нортумберленд, в 1414 году получил от Генриха V обратно имения и титул графа Нортумберленда. Он оставался верным приверженцем короля и его сына Генриха VI и пал за дом Ланкастеров в 1455 году в битве при Сент-Олбансе. Его сын Генри, 3-й граф Нортумберленд, также был приверженцем Ланкастеров и пал в 1461 году при Таутоне.
- Генри, 6-й граф Нортумберленд, в юности был помолвлен с Анной Болейн, впоследствии второй супругой короля Англии Генриха VIII. В мае 1536 года был в числе судей, вынесших королеве Анне смертный приговор. Он умер в 1537 году без прямых наследников, а брат его, Томас Перси, своим участием в католическом восстании 1536 года («Благодатное паломничество») лишил свою ветвь права наследования. Титул и имения Нортумберлендов перешли тогда к роду Дадли.

- Томас Перси, сын казнённого Томаса Перси, после казни Джона Дадли, графа Уорика (1553) королевой Марией I Тюдор снова сделан лордом Перси и графом Нортумберлендом; однако, и он, как глава католических заговорщиков, был обезглавлен в 1572 году. Имения и титулы рода перешли к его брату Генри, 8-му графу Нортумберленду, который за участие в заговоре был посажен в Тауэр и там погиб, может быть от собственной руки.
- Генри, сын предыдущего, 9-й граф Нортумберленд, за участие в Пороховом заговоре был оштрафован на 20 тыс. фунтов стерлингов, вследствие чего потерял бо́льшую часть имущества. Просидев 15 лет в Тауэре, он умер в 1632 году.
- Алджернон Перси, сын предыдущего, 10-й граф Нортумберленд, при Карле I был Великим адмиралом, потом принимал участие в оппозиции против двора и за это, в начале гражданской войны, был лишён должности. Он принадлежал к пресвитерианам, в 1644 году был избран в правительственный комитет парламента, но в 1649 году высказался против осуждения Карла I. После смерти Оливера Кромвеля, во время управления которого он устранялся от политики, он действовал в пользу реставрации Карла II, вступил в его тайный совет и умер в 1668 году.

С его сыном Джоселином Перси, 11-м графом Нортумберлендом, прекратилась мужская линия рода Нортумберленд (1670). Карл II даровал своему побочному сыну, Джорджу Фицрою, в 1674 году титул герцога Нортумберленда; но и он умер в 1716 году, не оставив потомства.
Наследница последнего графа Нортумберленда из семьи Перси вышла замуж за Чарльза Сеймура, герцога Сомерсета, и её сын Алджернон Сеймур, с 1722 года лорд Перси, в 1749 году получил титул графа Нортумберленда. Когда и он в 1750 году умер, не оставив мужского потомства, его зять, сэр Хью Смитсон, вместе с фамильным имением, приобрел и имения, и графский титул. В 1766 году он стал герцогом Нортумберлендом и умер в 1786 году. Старший сын его, Хью Перси, 2-й герцог Нортумберленд (1742—1817), отличился во время американской войны и был позже шефом гвардейских гренадеров. Ему наследовал его старший сын Хью Перси (1785—1847), 3-й герцог Нортумберленд; он в 1829—1830 годах был лордом-наместником Ирландии.
- Алджернон Перси (1792—1865), брат Хью Перси, 4-й герцог Нортумберленд, в 1816 году стал пэром, совершил ряд научных поездок по Востоку и был президентом Королевского института. В 1852 году министр в правительстве Дерби, был Первым лордом Адмиралтейства. С 1862 года — адмирал, он умер в 1865 году. Титул перешёл после его смерти к Джорджу Перси, 5-му герцогу, присоединившему к титулу Нортумберленд титул графа Беверлей;
- Алджернон Джордж Перси (род. в 1810 году), герцог Нортумберленд, сын Джорджа Перси, в 1852—1865 годах был членом нижней палаты; в 1858 году стал лордом Адмиралтейства и членом Тайного совета, в 1867 году наследовал имения отца и герцогский титул Нортумберленд, с 1878 по 1880 год был в кабинете Биконсфильда хранителем печати.

Его старший сын, Генри-Джон Перси (род. в 1846 году), был казначеем королевского двора; с 1887 года входил в Палату лордов с титулом барон Ловэн.

## Герцог Нортумберленд, первая креация (1551)
Титул герцога Нортумберленда был создан в 1551 году для Джона Дадли, графа Уорика, который в 1553 году пытался возвести на английский трон леди Джейн Грей, за что был обвинён в государственной измене и казнён по приказу королевы Марии Тюдор.

## Герцог Нортумберленд, вторая креация (1683)
- Джордж Фицрой, 1-й герцог Нортумберленд (1665—1716), 1-й граф Нортумберленд (с 1674), третий и младший незаконнорожденный сын Карла II Стюарта (1630—1685), короля Англии, Шотландии и Ирландии (1660—1685), от связи с Барбарой Пальмер (1640—1709), графиней Кастлмен и герцогиней Кливленд.

## Герцог Нортумберленд, третья креация (1749)
- Элджернон Сеймур, 7-й герцог Сомерсет, 1-й граф Нортумберленд (1684—1750), старший сын Чарльза Сеймура, 6-го герцога Сомерсета
- Хью Перси, 1-й герцог Нортумберленд (1714—1786), 1-й граф Нортумберлен (с 1750), женат а Элизабет Перси, 2-й баронессе Перси, дочери Элджернона Сеймура, 7-го герцога Сомерсета

## Герцог Нортумберленд, четвёртая креация (1766)
- 1766—1786 годы — Хью Перси, 1-й герцог Нортумберленд (1714—1786), 1-й граф Нортумберлен (с 1750), женат на Элизабет Перси, 2-й баронессе Перси, дочери Элджернона Сеймура, 7-го герцога Сомерсета
- 1786—1817 годы — Хью Перси, 2-й герцог Нортумберленд (1742—1817), генерал-лейтенант, старший сын Хью Перси, 1-го герцога Нортумберленда, и Элизабет Сеймур
- 1817—1847 годы — Хью Перси, 3-й герцог Нортумберленд (1785—1847), барон Перси (1812—1847), старший сын Хью Перси, 2-го герцога Нортумберленда, лорд-лейтенант Ирландии (1829—1830)
- 1847—1865 годы — Элджернон Перси, 4-й герцог Нортумберленд (1792—1865), адмирал и первый лорд Адмиралтейства, младший сын Хью Перси, 2-го герцога Нортумберленда
- 1865—1867 годы — Джордж Перси, 5-й герцог Нортумберленд (1778—1867), 2-й граф Беверли (1830—1867), старший сын Элджернона Перси, 1-го графа Беверли (1750—1830) и внук Хью Перси, 1-го герцога Нортумберленда
- 1867—1899 годы — Элджернон Перси, 6-й герцог Нортумберленд (1810—1899), граф Перси (1865—1867) и лорд Ловейн (1867—1887), старший сын Джорджа Перси, 5-го герцога Нортумберленда
- 1899—1918 годы — Генри Перси, 7-й герцог Нортумберленд (1846—1918), граф Перси (1867—1899), барон Ловейн (1887—1918), старший сын Элджернона Перси, 6-го герцога Нортумберленда
- 1918—1930 годы — Алан Перси, 8-й герцог Нортумберленд (1880—1930), сын Генри Перси, 7-го герцога Нортумберленда
- 1930—1940 годы — Генри Перси, 9-й герцог Нортумберленд (1912—1940), старший сын Алана Перси, 8-го герцога Нортумберленда
- 1940—1988 годы — Хью Перси, 10-й герцог Нортумберленд (1914—1988), барон Перси (1957—1988), второй сын Алана Перси, 8-го герцога Нортумберленда
- 1988—1995 годы — Генри Перси, 11-й герцог Нортумберленд (1953—1995), старший сын Хью Перси, 10-го герцога Нортумберленда
- 1995 — настоящее время — Ральф Перси, 12-й герцог Нортумберленд (род. 1956), второй сын Хью Перси, 10-го герцога Нортумберленда
- Наследник: Джордж Перси, граф Перси (род. 1984), старший сын Ральфа Перси, 12-го герцога Нортумберленда

## Литературу
- Нортумберлэнд, графский и герцогский титул // Энциклопедический словарь Брокгауза и Ефрона : в 86 т. (82 т. и 4 доп.). — СПб., 1890—1907.